# Ustrój polityczny Galicji
Ustrój polityczny Galicji w dobie autonomii – ustrój oparty na dyplomie październikowym z 20 października 1860 r. oraz na patencie lutowym z 26 lutego 1861 r.
W Galicji panował rozdział systemów władz na:
- państwowe (rządowe) z mianowanym przez Cesarza namiestnikiem i podległym mu aparatem,
- autonomiczne z Sejmem Krajowym.

## Władze rządowe
- Król Galicji w unii personalnej z Austrią (Cesarstwem Austriackim) – stał na czele władz rządowych.
- Minister do spraw Galicji i „minister bez teki” – od 1871 r. stała funkcja w Wiedniu. Pierwszym ministrem był Kazimierz Grocholski.
- Centralnym urzędem administracji rządowej w Galicji było Namiestnictwo Galicji funkcjonujące w latach 1849–1918. Było one kontynuacją działającego wcześniej w latach 1772–1850 Gubernium Lwowskiego. Urząd ten był kierowany przez mianowanego i odwoływanego przez cesarza Namiestnika który kierował administracją krajową, w imieniu rządu miał inicjatywę ustawodawczą; przedkładał także monarsze uchwały Sejmu Krajowego do zatwierdzenia, formułując opinię. Podlegali mu starostowie (działali na szczeblu powiatu) oraz dyrektorzy policji we Lwowie i Krakowie Siedzibą namiestnictwa był Lwów.

## Władze autonomiczne

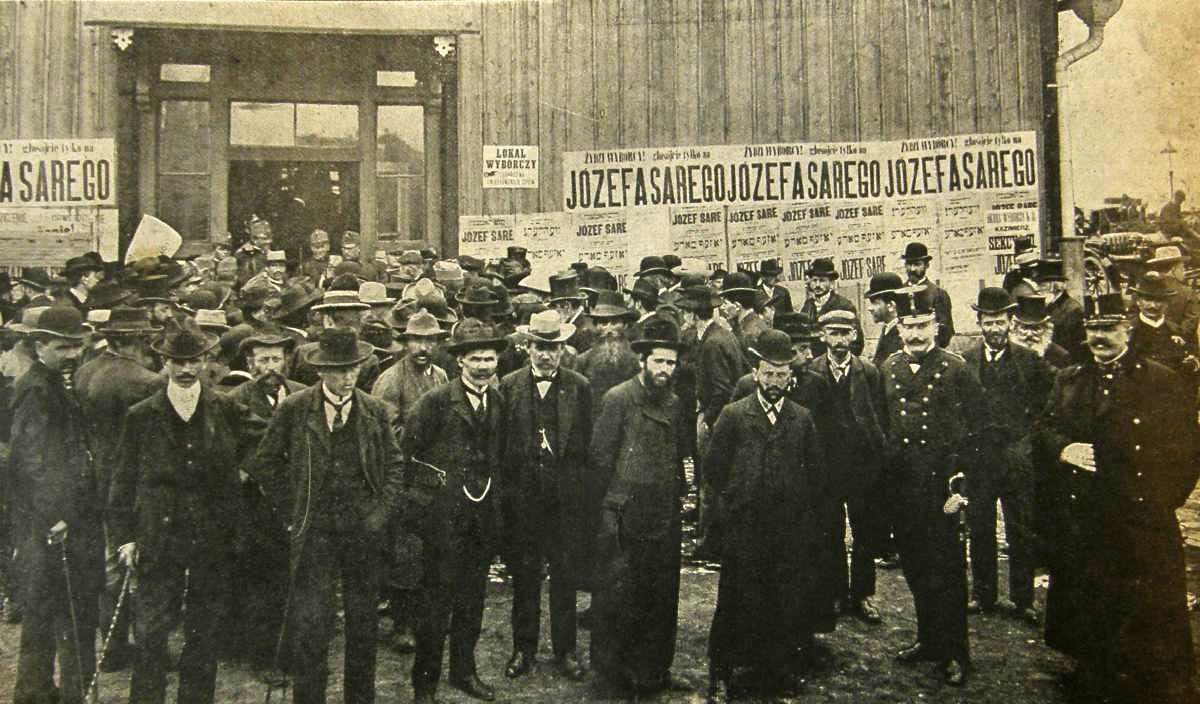
przed lokalem wyborczym na krakowskim Kazimierzu podczas wyborów w 1907

Centralną instytucją władz autonomicznych w Galicji był Sejm Krajowy z siedzibą we Lwowie. W jego skład wchodzili wiryliści:
- trzech arcybiskupów lwowskich (rzymskokatolicki, greckokatolicki i ormiański),
- trzech diecezjalnych biskupów rzymskokatolickich (krakowski, przemyski i tarnowski) i dwóch greckokatolickich (przemyski i stanisławowski)
- rektorzy Uniwersytetu Jagiellońskiego, Uniwersytetu Lwowskiego, od 1896 r. Politechniki Lwowskiej
- prezes Akademii Umiejętności

oraz posłowie z wyboru, wybierani w systemie kurialnym w kuriach:
- wielkiej własności ziemskiej,
- izb przemysłowo-handlowych,
- miast największych,
- gmin miejskich i wiejskich.

Do kompetencji Sejmu Krajowego należało ustawodawstwo krajowe. Od 1867 r. istniało domniemanie kompetencji na rzecz sejmów krajowych – ustawy jednak wymagały sankcji cesarskiej. Inicjatywę ustawodawczą mieli: rząd (namiestnik), Wydział Krajowy, komisje sejmowe oraz co najmniej 15 posłów. Do 1871 r. przysługiwało Sejmowi Krajowemu prawo desygnowania posłów do Rady Państwa (izby niższej parlamentu wiedeńskiego).
Wydział Krajowy – organ wykonawczy Sejmu Krajowego. Przygotowywał projekty ustaw sejmowych, reprezentował kraj przed rządem austriackim, zajmował się polityką zagraniczną i sprawował kontrolę nad samorządem terytorialnym. Jego kadencja trwała 6 lat. W jego skład wchodziło 3 członków wybranych przez Sejm Krajowy i 3 członków wybranych przez kurie. Przewodniczył mu marszałek krajowy.
Rada Szkolna Krajowa – na jej czele stał z urzędu namiestnik, zastępowany z reguły przez wiceprezesa Rady. W skład Rady wchodzili członkowie mianowani przez cesarza, 5 duchownych różnych wyznań, reprezentanci Wydziału Krajowego i rad miejskich Lwowa i Krakowa. Kierowała sprawami szkolnictwa (poza uniwersytetami, które podlegały bezpośrednio Ministerstwu Oświaty w Wiedniu).